# إشوع
إشوع هي قرية فلسطينية استولت عليها إسرائيل خلال الحرب العربية لإسرائيلية عام 1948. ومازالت القرية تقع على بعد حوالي 20 كم غرب القدس، في الموقع الحالي من اشتأول. في تعداد عام 1931 البريطاني من فلسطين، قد أشوع أن منازل 468 في 126. القرية اعتقل الجيش الإسرائيلي يوم 16 يوليه 1948 في «عملية داني» بلواء هاريل. جميع سكانها فروا أو طردوا.

## التاريخ
إشوع هي قرية قديمة تقع على سفح تل. يعتقد أنها بنيت فوق مدينة اشتاول التوراتية المشهورة بقصة شمشون. كانت تعرف بهذا الاسم منذ عهد الإمبراطورية الرومانية وكانت توجد ضمن منطقة إليوثيروبوليس الإدارية (بيت جبرين).

### العهد العثماني
يبدو أن الاستيطان انتقل إلى شمالها الغربي إلى قرية عسلين في القرن السادس عشر. ويبدو أنها هجرت في القرن السابع عشر أو الثامن عشر ثم عاد السكن إليها لاحقا.
زار المستكشف الفرنسي فيكتور غيرن القرية في عام 1863 ووجد أن عدد سكانها لا يتجاوز 300 نسمة. البقايا الآثرية الوحيدة كانت عبارة عن قوس مدمر بالقرب من بئر يُعتقد أن القوس يعود للعصر الروماني. في تعداد القرى العثمانية لعام 1870 تقريبًا ذكر أن بها 32 منزل و90 نسمة (اقتصر هذا التعداد على الذكور)، وذكر بأنها تقع في منطقة الخليل شرق صرعة.
بلغ عدد سكانها 450 بحلول عام 1875. وصفها مسح جغرافيا فلسطين في عام 1883 فذكر بأنها مبنية بالقرب من سفح تل وتكثر أشجار الزيتون أسفل القرية. القرية كانت مبنية بالحجارة على شكل نجمة على طول الطرق المؤدية إلى القرى الأخرى.
قُدر عدد سكانها بحوالي 354 شخصًا في عام 1896.

### عصر الانتداب البريطاني
بلغ عدد سكان إشوع 379 نسمة كلهم مسلمون في تعداد فلسطين لعام 1922 الذي أجرته سلطات الانتداب البريطاني. وقد ازداد هذا العدد في تعداد عام 1931 فوصل إلى 468 نسمة يسكنون في 117 منزلاً.

ارتفع العدد في إحصائيات عام 1945 إلى 620 نسمة كلهم مسلمون، وبلغت مساحتها الإجمالي 5522 دونم. منها 473 دونم للمزارع و1911 دونم لزراعة الحبوب و47 دونم مباني السكان.

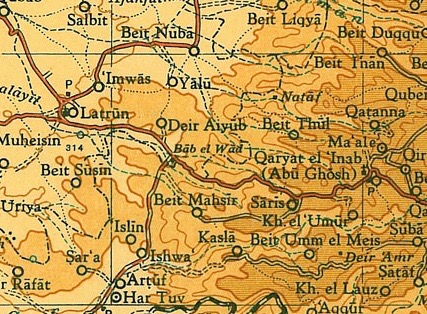
منطقة اللطرون في عام 1945
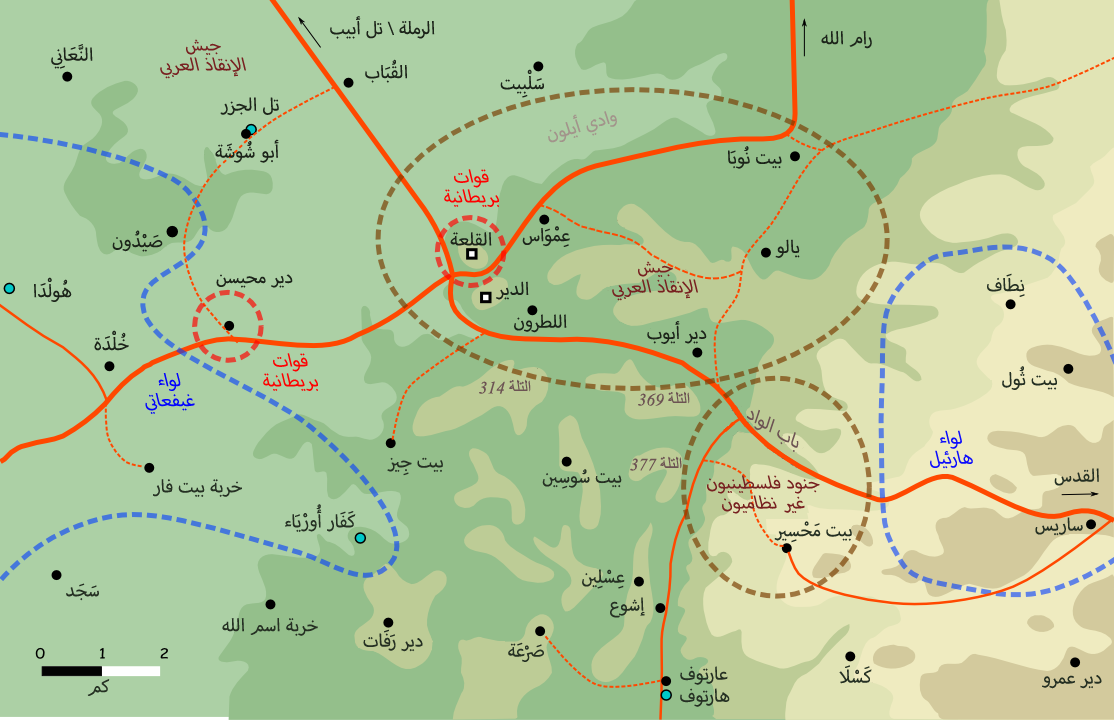
منطقة اللطرون (10 مايو 1948).
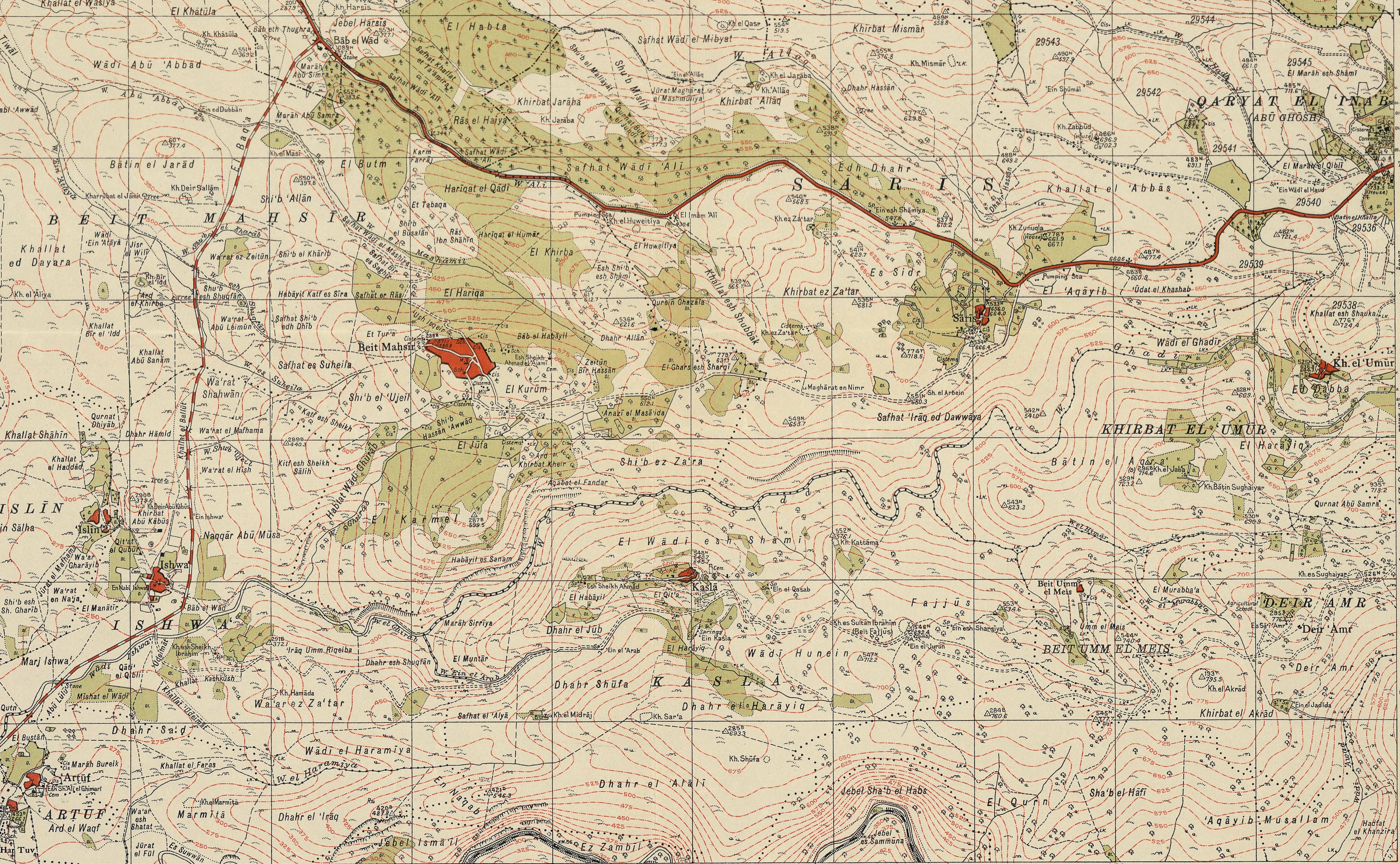
خريطة القرية عام 1943 بمقياس رسم 1:20,000

### حرب 1948
استولى لواء هاريل الإسرائيلي على إشوع وأربع قرى أخرى في 17-18 يوليو 1948 خلال عملية داني، بسبب أن هذه القرى على خط الجبهة منذ أبريل 1948 فقد غادرها أغلب سكانها سابقا. عندما شنت القوات الإسرائيلية هجومها فر الكثير من السكان الباقين وطرد القوات من بقي في القرية.
ضمت المنطقة بعد انتهاء الحرب إلى دولة إسرائيل. أُنشئ موشاف اشتاول على أراضي القرية وقرية إسلين القريبة في عام 1949.
وصف الخالدي المكان في عام 1992: فقط عدد قليل من منازل القرية لا تزال على الموقع، ويتخلل بين منازل المستوطنة، وبعض بمثابة المساكن والمستودعات. وقد تم تجريف مقبرة القرية، بجوار المبنى الإداري للتسوية، وزرعت مع العشب. على الحافة الجنوبية من المقبرة هو كهف الذي يحتوي على مجلخة كبيرة من مطاحن الدقيق. أشجار الزيتون والخروب تنمو على الموقع، وبين غيرها من الأشجار المزروعة في الآونة الأخيرة من قبل المستوطنين. في الطرف الغربي من القرية ملعب لكرة القدم. يمكن أن ينظر إلى الجدران والسقوف سقطت من المنازل دمرت على حافة هذا المجال. نشر كتاب عن القرية في الأردن في عام 1998.

## ثبت المراجع
- Barron, J.B.، المحرر (1923). Palestine: Report and General Abstracts of the Census of 1922. Government of Palestine.
- Conder، C.R.؛ Kitchener، H. H. (1883). The Survey of Western Palestine: Memoirs of the Topography, Orography, Hydrography, and Archaeology. London: صندوق استكشاف فلسطين. ج. 3.
- Davis، Rochelle (2011). Palestinian Village Histories: Geographies of the Displaced. Stanford: Stanford University Press. ISBN:978-0-8047-7313-3. مؤرشف من الأصل في 2023-12-15.
- Dauphin, C. (1998). La Palestine byzantine, Peuplement et Populations. BAR International Series 726 (بالفرنسية). Oxford: Archeopress. Vol. III : Catalogue. ISBN:0-860549-05-4. Archived from the original on 2023-12-21.
- Government of Palestine, Department of Statistics (1945). Village Statistics, April, 1945. مؤرشف من الأصل في 2024-02-03.
- Guérin, V. (1869). Description Géographique Historique et Archéologique de la Palestine (بالفرنسية). Paris: L'Imprimerie Nationale. Vol. 1: Judee, pt. 2.
- Hadawi، S. (1970). Village Statistics of 1945: A Classification of Land and Area ownership in Palestine. Palestine Liberation Organization Research Center. مؤرشف من الأصل في 2024-04-28.
- Hartmann، M. (1883). "Die Ortschaftenliste des Liwa Jerusalem in dem türkischen Staatskalender für Syrien auf das Jahr 1288 der Flucht (1871)". Zeitschrift des Deutschen Palästina-Vereins. ج. 6: 102–149.
- Kan‘aan, Deeb Ahmad. 1998. Ishwa‘: Qarya Filastiniyya [Ishwa‘: A Palestinian village]. Jordan.
- Khalidi، W. (1992). All That Remains: The Palestinian Villages Occupied and Depopulated by Israel in 1948. واشنطن العاصمة: مؤسسة الدراسات الفلسطينية. ISBN:0-88728-224-5. مؤرشف من الأصل في 2023-03-20.
- Mills, E.، المحرر (1932). Census of Palestine 1931. Population of Villages, Towns and Administrative Areas. Jerusalem: Government of Palestine.
- Morris، B. (2004). The Birth of the Palestinian Refugee Problem Revisited. Cambridge University Press. ISBN:0-521-00967-7. مؤرشف من الأصل في 2024-04-11.
- Palmer، E.H. (1881). The Survey of Western Palestine: Arabic and English Name Lists Collected During the Survey by Lieutenants Conder and Kitchener, R. E. Transliterated and Explained by E.H. Palmer. صندوق استكشاف فلسطين.
- Schick، C. (1896). "Zur Einwohnerzahl des Bezirks Jerusalem". Zeitschrift des Deutschen Palästina-Vereins. ج. 19: 120–127.
- Socin، A. (1879). "Alphabetisches Verzeichniss von Ortschaften des Paschalik Jerusalem". Zeitschrift des Deutschen Palästina-Vereins. ج. 2: 135–163.

## روابط خارجية
- إشوع - الذاكرة الفلسطينية
- إشوع، ذاكرات
- مسح غرب فلسطين، الخريطة 17: IAA, Wikimedia commons
- إشوع في مركز خليل السكاكيني الثقافي